# 特雷方代勒
特雷方代勒（法語：Treffendel，法語發音：[tʁɛfɑ̃dɛl]）是法国伊勒-维莱讷省的一个市镇，位于该省西部，属于雷恩区。

## 地理
特雷方代勒（48°2'24"N, 2°0'20"W）面积18.98 平方千米，位于法国布列塔尼大區伊勒-维莱讷省，该省份为法国西北部沿海省份，位于布列塔尼半岛东部，北濒大西洋，西接阿摩尔滨海省和莫尔比昂省，南至大西洋卢瓦尔省，西南端接曼恩-卢瓦尔省，东临马耶讷省，东北与芒什省接壤。
与特雷方代勒接壤的市镇（或旧市镇、城区）包括：马克桑、蒙泰尔菲勒、大普莱朗、圣佩朗、圣蒂里亚勒。

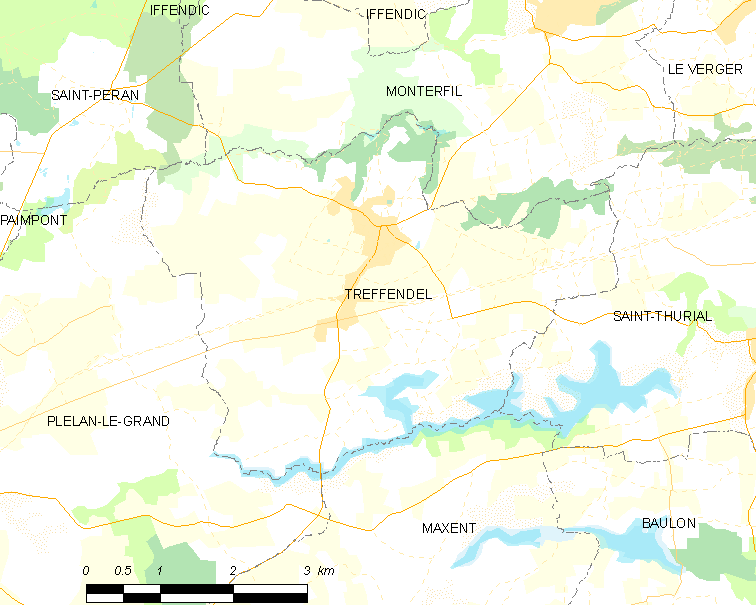
特雷方代勒的OSM定位图

特雷方代勒的时区为UTC+01:00、UTC+02:00（夏令时）。

## 行政
特雷方代勒的邮政编码为35380，INSEE市镇编码为35340。

## 政治
特雷方代勒所属的省级选区为默河畔蒙福尔县。

## 人口

1962-2008年间特雷方代勒人口变化图示

特雷方代勒于2022年1月1日时的人口数量为1327人。